# 维螨科
维螨科（学名：Veigaiidae）是中气门螨目下的一个科。

## 下属分类
本科包括以下属：
- Cyrthydrolaelaps Berlese, 1905
- Gamasolaelaps Berlese
- Gorirossia Farrier, 1957
- 维螨属 Veigaia Oudemans, 1905